# 查默斯山
79°20′S 159°29′E / 79.333°S 159.483°E
查默斯山（英語：Mount Chalmers）是南極洲的山峰，位於奧次地，處於凱爾蒂山以南9公里，屬於康韋山脈的一部分，由英國探險隊發現，現時由南極條約體系管理。